# 2006 في فلسطين
يعتبر فوز حركة حماس بالانتخابات التشريعية أبرز أحداث عام 2006 في فلسطين وتولي إسماعيل هنية رئاسة الحكومة بالإضافة إلى اسر الجندي جلعاد شاليط في عملية الوهم المتبدد التي قامت بها بشكل رئيسي كتائب القسام.

## أبرز الاحداث
- 25 يناير - إجراء الانتخابات التشريعية الفلسطينية للمرة الثانية منذ إقامة السلطة الفلسطينية وبعد انقطاع دام عشر سنوات عن الانتخابات الأولى والتي تفردت حركة فتح فيها بأغلبية البرلمان السابق
- 26 يناير - رئيس لجنة الانتخابات المركزية يعلن النتائج الأولية لانتخابات المجلس التشريعي الفلسطيني بفوز حركة حماس بواقع 76 مقعدًا من أصل 132 مقعدًا، بينما فازت قائمة حركة فتح ب 43 مقعدًا، وقائمة أبو علي مصطفى بثلاثة مقاعد
- 14 مارس - قوات الاحتلال تختطف أحمد سعدات وخمسة متهمين باغتيال وزير السياحة الإسرائيلي السابق رحبعام زئيفي، والقيادي بفتح العميد فؤاد الشوبكي، وذلك بعد حصار سجن أريحا لساعات طويلة
- 28 مارس - حركة حماس تشكل الحكومة الفلسطينية العاشرة بعد فشل مفاوضات لتشكيل حكومة وحدة وطنية والمجلس التشريعي يمنح الحكومة الجديدة برئاسة إسماعيل هنيه الثقة.
- 17 مايو - وزير الداخلية والأمن الوطني سعيد صيام يعلن بدء عمل القوة التنفيذية المشكلة من عدة أجنحة عسكرية، والمكونة مبدئيًا من 3000 عنصر يتبعون مباشرة لوزير الداخلية، وحركة فتح ترفض بشدة تشكيل القوة وتعتبرها غير قانونية
- 9 يونيو - صور الطفلة هدى غالية الناجية الوحيدة من مجزرة إسرائيلية أودت بحياة عائلتها على شاطئ غزة تهز العالم بعد أن بثت الفضائيات مشاهد المجزرة، وهدى تنوح بجانب والدها الشهيد على رمال الشاطئ،
- 11 يونيو - الرئيس الفلسطيني محمود عباس يصدر مرسومًا رئاسيًا بإجراء استفتاء شعبي على وثيقة الأسرى حول الوفاق الوطني ويحدد تاريخ 26 يوليو موعدًا له، في المقابل رفضت حركة حماس اللجوء إلى الاستفتاء رفضًا قاطعًا وقالت إنه قرار غير قانوني.
- 25 يونيو - المقاومة الفلسطينية تنفذ عملية الوهم المتبدد جنوب قطاع غزة، أدت إلى أسر الجندي الإسرائيلي جلعاد شاليط، وقتل جنديين وجرح آخرين، واستشهاد اثنين من المهاجمين. وأعلنت كتائب القسام وألوية الناصر وجيش الإسلام مسئوليتها المشتركة عن العملية، مشترطة حرية شليط بإطلاق سراح عدد من الأسرى الفلسطينيين والأسيرات والأطفال وأصحاب المحكوميات العالية.

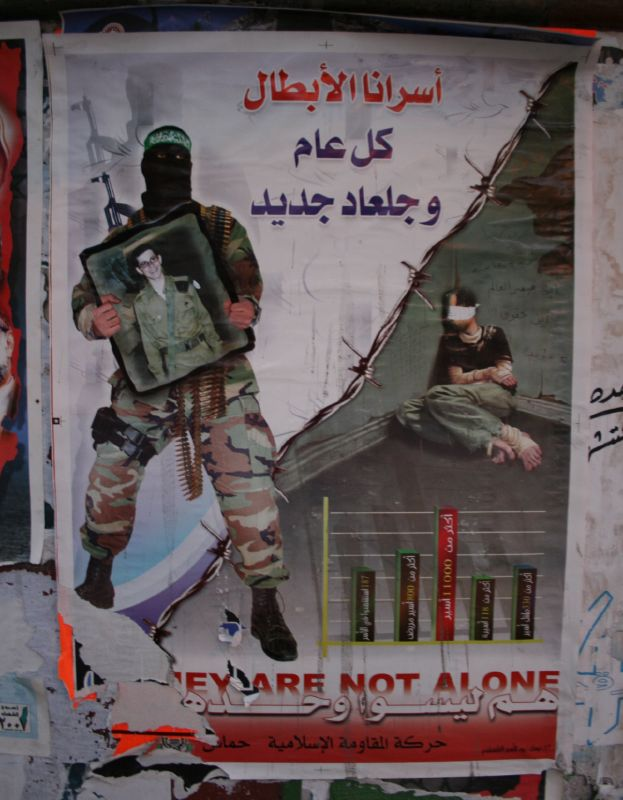
بوستر لحركة حماس في مدينة نابلس عن اسر شاليط

- 28 يونيو - الجيش الإسرائيلي يبدأ هجومه على قطاع غزة في أعقاب عملية أسر شليط وفي اليوم التالي قوات الاحتلال تعتقل 8 وزراء في الحكومة الفلسطينية و20 نائبًا في المجلس التشريعي الفلسطيني وتشنّ حملة اعتقالات واسعة بحقّ قيادات وكوادر حركة حماس في الضفّة الغربيّة استمرت لأشهر عدة.
- 6 اغسطس - الاحتلال يختطف الدكتور عزيز دويك رئيس المجلس التشريعي الفلسطيني من منزله في حي المصايف بمدينة رام الله.
- 26 أغسطس: قررت السلفادور نقل مقر سفارتها لدى إسرائيل من القدس إلى تل أبيب.[4]
- 10 أكتوبر - انطلاق البث التجريبي لفضائية الأقصى التابعة لحركة حماس، وهي أول فضائية فلسطينية تتبع لفصل فلسطيني.
- 28 نوفمبر - رئيس الوزراء إسماعيل هنيه يبدأ أول جولة خارجية له منذ تسلم حركة حماس السلطة وتوليه لمنصبه بهدف حشد الدعم الشعبي والرسمي للشعب الفلسطيني وكسر الحصار، حيث بدأ هنيه بمصر مرورًا بقطر وسوريا والبحرين والسودان وإيران.
- 16 ديسمبر -الرئيس عباس يلقي خطابًا يقرر في نهايته الدعوة إلى إجراء انتخابات تشريعية ورئاسية مبكرة لإنهاء الخلاف القائم بين مؤسستي الرئاسة ورئاسة الوزراء، وحركة حماس ترفض الفكرة بشدة وتتهم عباس ومن حوله بالانقلاب على الحكومة، كما رفض معظم الفصائل الفلسطينية الدعوة طالبت باستمرار الحوار من أجل تشكيل حكومة وحدة وطنية.

## وفيات
- 1 مارس- زهدي ترزي.

- 8 يونيو -طائرات الاحتلال تغتال جمال أبو سمهدانة القائد العام للجان المقاومة الشعبية في قطاع غزة ومراقب عام وزارة الداخلية
- 6 يوليو - اغتيال حسين أبو عجوة عضو المكتب السياسي لحركة حماس في مدينة غزة
- 31 ديسمبر: يوسف رجب الرضيع، دبلوماسي فلسطيني كان سفيرًا لفلسطين لدى الصين، وإثيوبيا، وزيمبابوي، وباكستان.